# Astra
För andra betydelser, se Astra (olika betydelser).

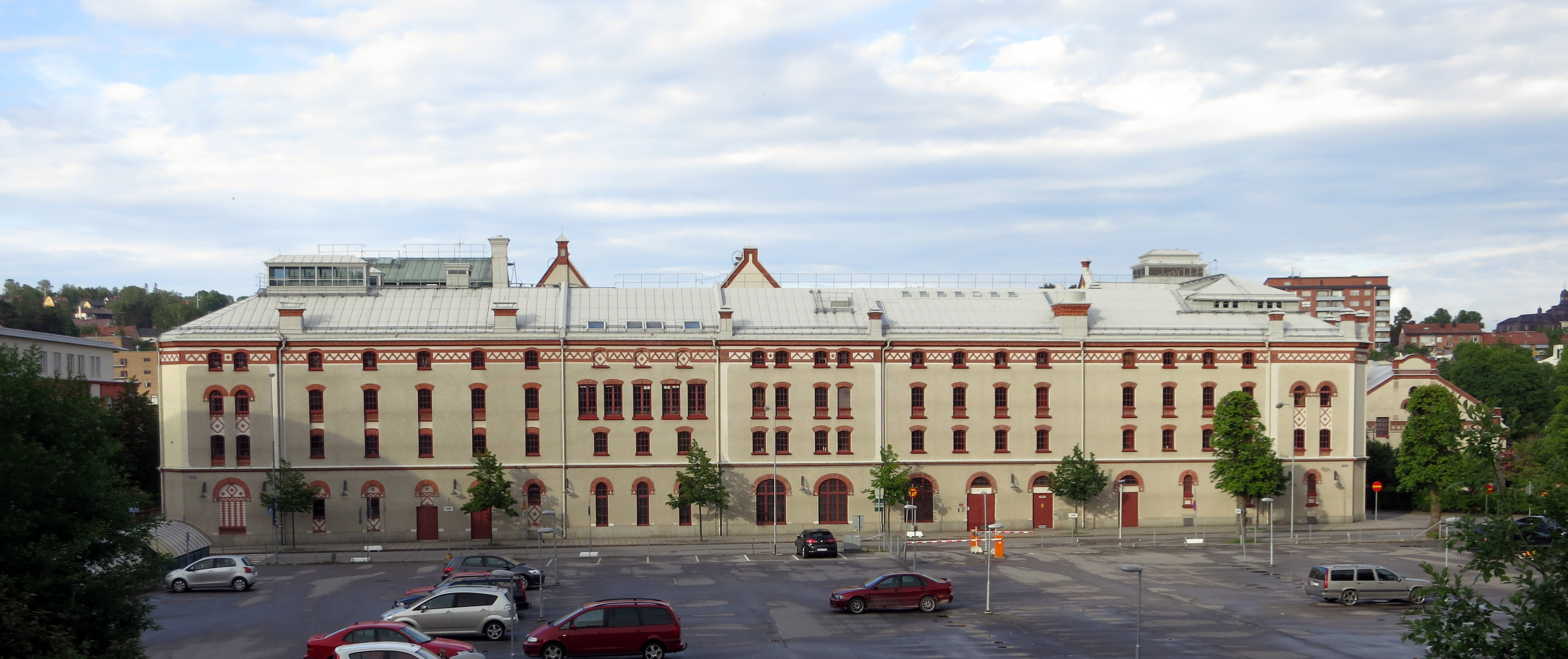
Astras huvudkontor.

Astra AB var ett svenskt läkemedelsföretag. Det grundades 1913 i Södertälje och fusionerade 1999 med det brittiska bolaget Zeneca till Astra Zeneca.

## Historik
AB Astra, eller Aktiebolaget Astra Apotekarnas Kemiska Fabriker, bildades år 1913 av apotekaren Adolf Rising i Södertälje, med Sven Carlson som huvudfinansiär. Carlsson hade 1906 flyttat sin glödstrumpefabriken AB Keros till Södertälje. Företaget gynnades under första världskriget av den inhemska läkemedelsbrist som uppstod genom minskad import från de stora tyska läkemedelsindustrierna. År 1917 blev Astra en del av den stort planerade koncernen Svensk färgämnesindustri ASF, som likviderades redan 1920. 
Samma år höll Astra på att gå under men kunde räddas genom att det statliga AB Vin & spritcentralen under Ivan Bratts ledning gick in som ägare.  För att rädda Astra uppdrog regeringen åt det av staten kontrollerade Vin & Spritcentralen att köpa ut företaget ur konkursboet. Astra gav dock därefter årligen betydande förluster.
Erik Kistner tog omkring 1925 initiativ till att köpa det då förlustbringande läkemedelsföretaget av statliga Vin & Spritcentralen. 
Erik Kistner kontaktade bankdirektören Richard Julin för att finansiera ett övertagande av Astra. Ett konsortium av sex personer bildades, i vilket ingick Kistner, Julin, Joseph Nachmanson, Jacob Wallenberg och två Astradirektörer, vilket köpte Astra för en krona och övertog företagets skulder. Rising återtog en viss styrelse över företaget på 1930-talet, då det gick samman med ett tredje företag han grundade, Tika. 
1927 blev Börje Gabrielsson vd och under hans tid i företaget fick Astra ett internationellt genombrott och blev Skandinaviens ledande läkemedelsföretag.

### Dotterbolag
1939 köptes Tika av Astra som 1942 flyttade verksamheten till dotterbolaget Hässle i Hässleholm där det blev Hässle-Tika. På 1960-talet flyttade Tika till Umeå som självständigt dotterbolag för att tio år senare flytta till Lund som dotterbolag till Draco. Wallco (Astra-Wallco AB och senare Astra Home Products) var Astras marknadsförings- och säljbolag på konsumentmarknaden. Wallco sålde egna produkter och var agentur, bland annat för Jordans tandborstar. I bolaget ingick AB Wallco, AB Sunco och AB Wallco Sport. AB Sunco tillverkade bland annat gräddersättningsmedlet Prädd.
Kirurgen Sven Johansson observerade på 1930-talet att kirurgiska instrument av rostfritt stål kunde rosta under desinficering och undersökte på sin fritid kemiska tillsatser som kunde motverka detta. Han började från 1937 utveckla ett antikorrosionsmedel som blir känt under varumärket Dinitrol. Astra blev industripartner för hans patenterande produkt som kom ut på marknaden 1947. Dinitrol tillverkades då av Astras dotterbolag AB Tikamin i Eslöv och senare av samma bolag i Hässleholm som 1969 blev dotterbolag till Astra-Dinol AB. Den dominerande kunden var Svenska Stålpressnings AB i Olofström innan produkten fick ett större genombrott internationellt. Verksamheten såldes 1991 och ingår numera i Dinol GmbH som i sin tur ingår i Würth.

### Swix
1942 inledde företaget Astra forskning kring skidvalla. Bolaget anställde skidåkaren Martin Matsbo som fick undersöka de olika provprodukterna. 1942 hade Matsbos vallakokeri brunnit ner, och med det försvann även många av hans recept och påbörjade experiment. Astras dåvarande vd Börje Gabrielsson ringde upp Matsbo och erbjöd honom att arbeta med en mer vetenskapligt framtagen valla. Kemister på Astra och forskare på Kungliga Tekniska högskolan gjorde beräkningar och blandningar och Matsbo testade dem. 28 november 1946 kom vallan ut på marknaden, under namnet Swix. Swix blev senare norskt. 1964 flyttade produktionen till Skårer i Lørenskog och 1974 flyttades hela forskningssektionen för Swix på Astra i Södertälje till Norge. 1974 köpte Astra Liljedahls skistavfabrikk i Lillehammer och Swix verksamhet förlades dit 1986. AB Wallco Sport tillverkade och sålde skidvallan Swix. Senare ingick AB Wallco Sport i Swix Sport International. Astra sålde Wallco och Swix 1978.

### Xylocain
Karl Arne Wegerfelt blev 1957 företagets VD och han stannade på posten ända till 1977, då han utsågs till styrelsens hedersordförande. Under Wegerfelts tid som VD skedde en omfattande internationell expansion byggd på Xylocain. Den första större exportframgången blev Xylocain från 1948, som tagits fram av Nils Löfgren och Bengt Lundqvist. År 1943 sålde de rättigheterna till lokalbedövningsmedlet Lidokain till Astra för 15 000 kronor plus fyra procent royalty på försäljningen i 17 år. De hade först vänt sig till läkemedelsföretagen Leo och Pharmacia, men dessa hade avböjt erbjudandet.
Förvärvet av rättigheterna till lidokain brukar betecknas som den viktigaste händelsen i Astras historia. Astra döpte medlet till Xylocain genom att kombinera namnet på den viktigaste beståndsdelen, xylidine, med efterleden -cain. Det lanserades 1948, så snart patentet beviljats, och marknadsfördes främst som lokalbedövningsmedel för tandläkare,  och blev en stor internationell framgång, inte minst i USA. Redan 1954 hade påven Pius XII behandlats för hicka med Xylocain, och medlet fick stor publicitet 1960 när USA:s president Eisenhower behandlades för sina hjärtproblem med det.. Under 1950- och 1960-talen utgjorde försäljningen av Xylocain i USA en stor del av Astras vinst och betalade för bolagets fortsatta forskning, som så småningom resulterade i ytterligare två nya stora internationella framgångar: hjärt/kärl-medlet Seloken på 1970-talet, och magsårsmedlet Losec i slutet på 1980-talet.

### Neurosedynskandalen
Företagets största motgång var Neurosedynskandalen, som vållades av Grünenthals läkemedel talidomid och som i Sverige marknadsfördes av Astra. 186 barn föddes med fosterskador enbart i Sverige. Neurosedynskandalen inträffade under det tidiga 1960-talet. På uppdrag av Föreningen för de neurosedynskadade (FFDN), stämde advokaten Henning Sjöström Astra 1965 och 1969 slutade målet med förlikning, där Astra tvingades betala en årlig och indexreglerad summa till varje barn. 

### Hässle AB
Både Seloken och Losec utvecklades vid Hässle AB i Mölndal liksom Aptin och Plendil. Hässle AB utgjorde ett litet forskningsbolag inom koncernen men som stod bakom de stora försäljningsframgångarna. Bolaget arbetade nära akademin i sitt forskning- och utvecklingsarbete. Bland de som verkade i bolaget hörde farmakologen och nobelpristagaren Arvid Carlsson. Det var också möjligheten till nära samarbete ned Sahlgrenska som föranledde flytten av bolaget från Hässleholm till Göteborg och Mölndal. Arvid Carlsson tog i samarbete med Astra i slutet av 1970-talet fram det första SSRI-preparatet Zelmid (Zimelidin), som inregistrerades i Sverige 1982. På grund av sällsynta men allvarliga biverkningar avregistrerades detta preparat efter en tid. 

Bild från Astra i Göteborg 1959.

Ivan Östholm var forskningschef 1954–1978 på Hässle och han upp forskningen genom samarbete med universitetsforskare, främst forskare vid Göteborgs universitet och vid Framaceutiska fakulteten vid Uppsala universitet. Flera av de projekt som startades under hans ledning blev mycket framgångsrika och bidrog till Astras utveckling. De viktigaste var betablockerare (Aptin, Seloken), kalciumantagonister (Plendil), protonpumpshämmare (Losec) och depåtabletter (Duretter, ZOK).
Astra förvärvade Hässle 1942 som grundats som Paul G. Nordströms fabrik för läkemedel och vatten av Paul G. Nordström i Hässleholm. Hässle flyttade 1954 till Gårda i Göteborg och Mölndal. Omkring 1970 flyttade Hässle till nybyggd fastighet i Mölndal i Åbro industriområde där verksamheten finns kvar som del av Astra Zeneca. 
Draco var ett läkemedelsbolag som startades av Astra 1955 för att etablera sig nära den akademiska forskningen vid Lunds universitet.

### Losec
År 1988 lanserades Losec, som ett decennium senare under flera år kom att bli världens mest sålda läkemedel. Det hade börjat utvecklas av dotterbolaget  Hässle i Mölndal under ledning av Ivan Östholm 1967 och blev godkänt läkemedel 1988. Viktiga medarbetare i arbetet var bland andra kirurgen Lars Olbe och farmakologen Sven Erik Sjöstrand, som tog över ansvaret för magsårsprojektet sommaren 1972. Astras styrelse beslöt fem gånger att lägga ned projektet, innan det efter 21 års arbete började ge resultat.
Företaget börsnoterades i Stockholm 1955 och 1997 i New York. År 1995 ändrades namnet till Astra AB.

## Verkställande direktörer
- 1927–1957: Börje Gabrielsson
- 1957–1977: Karl Arne Wegerfelt
- 1978–1988: Ulf Widengren
- 1988–1999: Håkan Mogren

## Styrelseordförande
- 1975-1993: Sten Gustafsson